# Jumbo Kingdom
Jumbo Kingdom (en chino :珍寶王國) consistía en el restaurante flotante Jumbo (en chino :珍寶海鮮舫) y el restaurante flotante Tai Pak adyacente (en chino :太白海鮮舫), que eran atracciones turísticas en los refugios contra tifones de Aberdeen South dentro del puerto de Aberdeen de Hong Kong. Durante sus 44 años de funcionamiento, más de treinta millones de visitantes visitaron Jumbo Kingdom, entre ellos la reina Isabel II, Jimmy Carter, Tom Cruise, Chow Yun Fat y Gong Li. Una subsidiaria, Jumbo Kingdom Manila, operaba en la bahía de Manila, Filipinas, pero cerró después de ocho años. Jumbo Kingdom era parte de Melco International Development Limited, una empresa que cotiza en la Bolsa de Hong Kong. Suspendió sus operaciones en 2020 en medio de la pandemia de COVID-19.
El 14 de junio de 2022, el Jumbo Floating Restaurant fue remolcado desde Hong Kong a Camboya para esperar un nuevo operador.  Mientras transitaba por el Mar de China Meridional experimentó mal tiempo, sufrió unarotura en el casco y volcó cerca de las Islas Paracel el 19 de junio de 2022. Su operador niega que se haya hundido.